# Traci Dinwiddie
Traci Dinwiddie (Anchorage, Alaska, 22 de diciembre de 1973) es una actriz de cine y televisión estadounidense.

## Biografía
Dinwiddie nació en Anchorage, Alaska, de ascendencia siria y Cherokee. Hizo su debut como actriz en 1998 en la película Target Earth. Ha actuado en otras películas como Summer Catch (2001), Black Knight (2001), The Notebook (2004), End of the Spear (2006), Mr. Brooks (2007), Elena Undone (2010), Raven's Touch (2015) y Stuff (2015). Sus créditos en televisión incluyen participaciones en series como One Tree Hill, Dawson's Creek y Supernatural.

## Filmografía

### Cine
| Año  | Título                  | Rol                  | Notas |
| ---- | ----------------------- | -------------------- | ----- |
| 1995 | Marriage                | Shizuka (voz)        | Video |
| 1995 | Sailor Victory          | Reiko Takagi (voz)   | Video |
| 1997 | Princess Rouge          | Vega (voz)           | Video |
| 1998 | Blue Submarine No. 6    | Freeda Verasco (voz) | Video |
| 2001 | Summer Catch            | Lauren Hodges        |       |
| 2002 | Leo                     | Diane                |       |
| 2003 | All the Real Girls      | Tonya                |       |
| 2003 | Ball of Wax             | Nat Packard          |       |
| 2003 | Dog Nights              | Ragnell              |       |
| 2004 | The Notebook            | Veronica             |       |
| 2005 | End of the Spear        | Marilou McCully      |       |
| 2005 | The Pigs                | Kelly                |       |
| 2007 | Mr. Brooks              | Sarah Leaves         |       |
| 2007 | The Anatolian           | Jasmine              |       |
| 2007 | Dead Heist              | Kate                 |       |
| 2007 | The Kopper Kettle       | Alice                | Corto |
| 2007 | The Brass Teapot        | Alice                | Corto |
| 2007 | The Touch               | Renee                | Corto |
| 2008 | The Candlelight Murders | Det. Janice Tischler |       |
| 2008 | 15-40                   | Sofie Bjarnson       |       |
| 2008 | The 27 Club             | Catherine            |       |
| 2008 | Open Your Eyes          | Julia                | Corto |
| 2008 | Taboo                   | Rose                 | Corto |
| 2009 | The Passenger           | Erika Currie         | Corto |
| 2010 | Elektra Luxx            | Madeline             |       |
| 2010 | Elena Undone            | Peyton Lombard       |       |
| 2010 | The Necklace            | Christie             | Corto |
| 2011 | To Get Her              | Ruth                 |       |
| 2011 | Purple & Green          | Maya                 | Corto |
| 2012 | Y: The Last Man Rising  | Victoria             | Corto |
| 2012 | Destiny Road            | Fiona                |       |
| 2014 | The Midnight Swim       | Mother               |       |
| 2015 | Stuff                   | Jamie                |       |
| 2015 | Raven's Touch           | Kate                 |       |
| 2015 | Anhedonia               | Anhedonia            | Corto |
| 2016 | Awakened                | Lula                 |       |

### Televisión
| Año       | Título                             | Rol                        | Notas                                    |
| --------- | ---------------------------------- | -------------------------- | ---------------------------------------- |
| 1989      | Earthian                           | Elvira (voz)               | OVA                                      |
| 1996      | Shinesman                          | Kyoko Sakakibara (voz)     | OVA                                      |
| 1997-98   | Voogie's Angel                     | Rebecca Sweet Heisen (voz) |                                          |
| 1998      | Target Earth                       | Dep. Madeline Chandler     |                                          |
| 1998      | Dawson's Creek                     | Sam                        | "Baby"                                   |
| 2004      | 3: The Dale Earnhardt Story        | Connie                     |                                          |
| 2008-10   | Supernatural                       | Pamela Barnes              |                                          |
| 2009      | 90210                              | Madame Flanagan            | "Between a Sign and a Hard Place"        |
| 2011      | Make It or Break It                | Katerina Paynich           | "Worlds Apart", "What Lies Beneath"      |
| 2012      | Zombies VS. Ninjas: The Web Series | Tanzy / Various (voz)      |                                          |
| 2014      | Franklin & Bash                    | Laurie                     | "Deep Throat"                            |
| 2017-2019 | The Walking Dead                   | Regina                     | Recurrente (Temporada 8-9; 12 episodios) |